# シンボリクリスエス
シンボリクリスエス（欧字名:Symboli Kris S、1999年1月21日 - 2020年12月8日）は、日本の競走馬・種牡馬。アメリカで生産された外国産馬である。
2002年から2003年にかけて、史上初めて天皇賞（秋）（GI）連覇、史上4頭目となる有馬記念（GI）連覇を達成。ラストランとなった2003年の有馬記念では、GI競走最大着差タイとなる9馬身差をつけて優勝している。
2002年、2003年のJRA賞年度代表馬。2002年の最優秀3歳牡馬、2003年の最優秀4歳以上牡馬。その他の主な勝ち鞍に、2002年の青葉賞（GII）、神戸新聞杯（GII）がある。
競走馬引退後は種牡馬として、GI優勝馬のルヴァンスレーヴやサクセスブロッケン、エピファネイアの父となり、2017年の東京優駿（日本ダービー）優勝馬のレイデオロや、障害競走において多くの新記録を樹立したオジュウチョウサンなどの母父となった。

## デビューまで

### 誕生までの経緯
ティーケイは、1991年にアメリカで生産された父ゴールドメリディアンの牝馬である。競走馬として、1994年のマーサワシントンステークス（G3）を勝利するなど、31戦4勝。引退後は、アメリカで繁殖牝馬となった。初年度は、ゴーンウェストと交配して初仔の牡馬を生産。2年目は、不受胎に終わり、3年目は、クリスエスと交配。受胎した後、1998年11月のキーンランドの繁殖牝馬セールに上場され、シンボリ牧場に30万ドルで購入された。
シンボリ牧場は、千葉県成田市や北海道日高町などを拠点とするオーナーブリーダーである。1921年に和田孝一郎が開き、イギリス留学から帰ってきた孝一郎の長男、共弘は2代目としてヨーロッパ流の配合や育成を実践。メジロアサマやサクラショウリ、スピードシンボリ、さらにシンボリルドルフやシリウスシンボリを生産した。やがて共弘は、日本の競馬に対する興味を失い、外国で100頭以上の競走馬を所有し、特にヨーロッパに傾倒。共弘の長男、孝弘によれば「（シンボリ）ルドルフで得た金を全部ヨーロッパに投資してしまった」という。共弘は日本の牧場を廃業して霊園に転向することなどを検討していたが、孝弘がコンピューター会社を退職して跡を継ぎ、3代目となった。共弘の亡くなった1994年以降、孝弘はヨーロッパに偏る状況から、共弘の嫌ったアメリカ流の配合や血統を積極的に牧場へ導入するようになる。1995年にアメリカケンタッキー州、レキシントンで繁殖牝馬を購入。アメリカで生産した仔は、日本に渡り、シンボリインディが活躍した。シンボリインディは、美浦トレーニングセンターの藤沢和雄厩舎に入厩している。
シンボリ牧場は、購入したティーケイをアメリカ、ケンタッキー州のミルリッジファームに預託。1999年1月21日、ミルリッジファームにてティーケイの2番仔（後のシンボリクリスエス）が誕生する。孝弘は2番仔の父、種牡馬のクリスエスについて「跳ね返ってくるような強烈な雰囲気があったんだ」、また「中・長距離向きで、精神的にも落ち着いており、日本の競馬に合うだろう」と見立てていた。

### 幼駒時代
生後3カ月の2番仔を見た孝弘は「脚の長い、ひょろっとした馬だな」、アメリカの牧場に検分に訪れた藤沢は「黒くてでっかくて見栄えがする。この馬なら高く売れるでしょう」とそれぞれ評していた。
シンボリ牧場はこの年、アメリカに3頭の牡の仔を所有していたが、この2番仔は最も期待された馬ではなかった。日本のとある調教師から管理の申し出があったが、孝弘はそれを断り、2番仔を整理の対象と考える。1歳に達した2番仔を、幼駒セリに上場させ、希望価格40万ドルで売却を図っていた。しかし入札額は37万5000ドルに留まり、売却に失敗する。主取りとなり、シンボリ牧場の所有が継続していた。
3頭の牡の仔の中で、最も期待されていたのは、重賞2着経験のあるシンボリスウォードと重賞優勝馬スイートオーキッドの弟だった。「シンボリスウォードとスイートオーキッドの弟」は、シンボリインディと同様に日本に渡り、藤沢厩舎からデビューする予定であったが、移動させる前に死んでしまう。そこでその代わりとして選ばれ、日本に渡ることになったのが2番仔だった。アメリカで育成が施されたのち、2歳時に日本へ移動する。
2番仔は「父にそっくりだった」ことから、シンボリ牧場の冠名「シンボリ」に、父の名をそのまま用いた「クリスエス」を組み合わせて「シンボリクリスエス」と命名された。シンボリクリスエスは、死んでしまった「シンボリスウォードとスイートオーキッドの弟」の代わりとして藤沢厩舎に入厩する。入厩からデビューに至るまで、岡部幸雄は、「体が大きいだけで実は中身が弱くて強い追い切りができない馬だった、ちょっと強くやったら、次の日は反動で動けなくなってしまうほどだった。」、藤沢は「若駒の頃はすぐに腰に疲れの出る体質でした。強い調教を課す段階になっていなくても疲れが出た。だからデビュー前の調教は遅々として進みませんでした。」と述懐している。このように、調教が進んでいなかったが、調教を続けることによる精神的デメリットを考慮し、完全には仕上げることなく、デビューが決定。岡部幸雄は、これ以上するとダメになると考え、調教を加減したうえで新馬戦に挑むこととなった。
なお生産者の名義は、シンボリクリスエスの生誕したミルリッジファームではなく、繁殖牝馬の所有者である和田孝弘のアメリカでの呼称"Takahiro Wada"である。日本の生産者ではあるが、外国産馬に分類される。

## 競走馬時代

### 2 - 3歳（2001 - 02年）

#### 新馬 - 東京優駿
2歳の2001年10月13日、東京競馬場の新馬戦（芝1600メートル）に、岡部幸雄が騎乗しデビュー。クビ差先着して初勝利。出走前に無理をさせないつもりであったが、直線を向いたら脚を使ったことから騎手の判断で脚を使い勝利に至った。その後、藤沢は成長を促すために3か月半の休養を与え、年が明けて3歳となった2002年、1月に復帰し、クビ差の2着。2月は、ハナと1馬身4分の1差の3着。3月は、クビと3馬身半差の3着となり、3連敗。すべて、後方から差し届かずという内容であった。500万円以下4戦目、4月6日の山吹賞では、これまでとは異なってスタートから先行、好位を保った。直線で抜け出し、後方に1馬身4分の3差をつけて先頭で入線、2勝目を挙げた。
ここまでについて、岡部は「（新馬戦の）反動があって、その後はあれだけの素質を持っていながら、競馬がチグハグになったりして2勝目を挙げるまでに4戦も要してしまい、歯がゆかった。（カッコ内補足加筆者）」、また藤沢は「（新馬戦の後）疲労との戦いが待っていました。2戦目を使えたのは3か月半後、2勝目は半年後（中略）でも、こういった体質の弱さというのは若駒にはありがちなこと。（シンボリ）クリスエスも成長とともに自然と体質の弱さは解消してくれました。（カッコ内補足加筆者）」と振り返っている。
続いて4月27日、東京優駿のトライアル競走である青葉賞（GII）で重賞初出走となる。ここまで5戦は岡部と横山典弘が騎乗していたが、どちらも事情があり、騎乗できなかった。そこで、本番の東京優駿で騎乗する馬が既に決まっていた武豊が「代打」を務めた。単勝オッズ2.2倍の1番人気に支持される。2枠3番からスタートし、好位の内側に位置。残り200メートル地点にて、馬場の最も内側から抜け出し、差を広げた。大外から追い込んだ8番人気バンブーユベントスに2馬身半差をつけ、先頭で入線、重賞初勝利となった。レース後、武は、藤沢に「いいですね。この馬!秋には絶対よくなりますよ!」と述べていた。
5月26日、東京優駿（日本ダービー）（GI）に出走。前年に外国産馬参戦が解禁されており、この年が2年目であった。青葉賞勝利に導いた武は、先約である皐月賞およびNHKマイルカップ3着のタニノギムレットを選択、シンボリクリスエスには岡部が舞い戻った。タニノギムレットが単勝オッズ2.6倍の1番人気、皐月賞優勝馬のノーリーズンが5.0倍、そしてシンボリクリスエスは6.2倍の3番人気であった。
スタートから中団に位置。第3コーナーは中団の内側を追走していたが、最終コーナーでは外に持ち出した。直線では、馬場の中央から追い上げを開始。先頭を6番人気マチカネアカツキ、13番人気ゴールドアリュールが争っていたが、それらをすべて差し切った。しかし、シンボリクリスエスの後方で待機し、大外から追い込んだタニノギムレットの末脚に屈し、1馬身差をつけられて2着に敗れた。
藤沢はトライアルで権利を取った馬が王道を戦ってきた馬に勝つことは難しいとしながらも、青葉賞からダービーへと挑んだことについて「クリスエスやロブロイは、『ここを勝ってダービーに出たい』ではなくて、『ここを勝ったらダービーでも面白いぞ』という馬だった。しかし、それでもその2頭はダービーで2着。クリスエスほどの馬でも、やっぱりトライアルで権利を取った馬が勝つのは難しい」と振り返っている。

#### 神戸新聞杯
東京優駿の後は、北海道沙流郡門別町のファンタストクラブで夏休みを過ごす。秋は9月22日、菊花賞のトライアル競走である神戸新聞杯（GII）で復帰、単勝オッズ2.1倍の1番人気に推された。以降人気は、ノーリーズン、宝塚記念3着のローエングリンと続いた。スタートから中団を追走、最終コーナーでは、先行馬群に阻まれ、進路を確保できず追い上げることができなかった。直線で前が開いて進路を得ると、他すべて差し切り、大外からノーリーズンの追い上げに2馬身半差をつけて入線。重賞2勝目を挙げた。鞍上だった岡部はこのレースについて後年、「（今までは）背中が弱くてゲートをフワッとしか出ていかなかったのに、神戸新聞杯のときは自分から出て、自分からハミをかんでいった。（今まで）そんなことはできなかった馬が前向きになって走り、こちらから見えていたマイナス面をまったく見せなかった（カッコ内補足加筆者）」という。
その後については、神戸新聞杯参戦前の時点で選択肢は二つ存在していた。3歳馬のみが出走を許されるクラシック最終戦で、芝3000メートルで行われる菊花賞。そして、秋の古馬王道GI路線の初戦であり、出走馬のほとんどを古馬が占め、芝2000メートルで行われる天皇賞（秋）である。藤沢は神戸新聞杯決着直後、検量室でシンボリクリスエスの鞍を外していた際、和田孝弘に「この馬は相当強いから、天皇賞に持って行きましょう」と提案。孝弘はすぐに承諾し、次走が天皇賞（秋）に決定する。
藤沢は後年、「彼（シンボリクリスエス）は、距離が延びても押し切れるだけのパワーも持っていたが、明らかに2000メートルがいい馬で、古馬相手でも天皇賞のほうが勝てる可能性は高い（カッコ内補足加筆者）」と考えていた。

#### 天皇賞（秋）
10月27日の天皇賞（秋）（GI）は、東京競馬場が改修工事のため、1967年以来35年ぶり2度目となる中山競馬場での開催となった。出走メンバーは、シンボリクリスエスを除いてすべて古馬であった。牝馬二冠を含むGI3勝、札幌記念（GII）優勝から臨む4歳牝馬、テイエムオーシャンが単勝オッズ4.9倍。菊花賞優勝馬でこの年GII3戦3勝、6歳牡馬のナリタトップロードが5.1倍。シンボリクリスエスは6.5倍の3番人気であった。
「好スタート」（阿部珠樹）から、18頭中6番手という中団、馬場の最も内側に位置。第3コーナーから、後方勢が位置を上げて馬群は密集した。シンボリクリスエスは変わらず中団で、前方をブレイクタイムとイブキガバメントに阻まれるなど、馬群に囲まれながら最終コーナーを通過した。直線では、テイエムオーシャンが抜け出し、それにブレイクタイムが並びかけ、ブレイクタイムとイブキガバメントの間に隙が生まれた。進路を得たシンボリクリスエスは、そこから追い上げを開始、末脚を見せて抜け出した。シンボリクリスエスの後方で待機し、直線外から追い込んだナリタトップロードに4分の3馬身差をつけ、先頭で入線。GI初勝利となった。
3歳馬による優勝は、1937年ハツピーマイト、1996年バブルガムフェローに続いて史上3頭目。外国産馬による優勝は、前年のアグネスデジタルに続いて史上4頭目。デビュー9戦目での優勝は、バブルガムフェローの7戦に次ぐ史上2位の記録であった。また走破タイム1分58秒5は、コースレコードタイであった。藤沢はバブルガムフェロー以来2勝目、加えて岡部は、1990年ヤエノムテキ以来となる天皇賞（秋）2勝目であった。また岡部はこの時53歳11か月であり、史上最年長GI勝利記録を樹立した。さらにシンボリ牧場系列にとっては、1967年春スピードシンボリ、1985年春のシンボリルドルフ以来3度目の天皇賞優勝であった。
それから11月24日、同じく中山競馬場で行われたジャパンカップ（GI）に、オリビエ・ペリエへ乗り替わって出走。外国調教馬7頭を迎えたこの競走は、4番人気まで日本調教馬が占め、シンボリクリスエスが単勝オッズ3.4倍の1番人気。以降人気は、ナリタトップロード、前年の優勝馬で天皇賞（春）2着から臨むジャングルポケット、ノーリーズンと続いた。シンボリクリスエスは、発馬機内で暴れて出遅れ、後方に位置。最終コーナーにて外から追い上げたが、内から伸びる外国調教馬2頭、9番人気ファルブラヴ、11番人気サラファンの争いにクビ差届かず3着となった。オリビエ・ペリエは「ジャパンカップではゲートで隣の馬がうるさくて出遅れてしまった」ことを敗因としている。

#### 有馬記念
天皇賞（秋）優勝直後、孝弘は「年内はジャパンカップだけの予定」と述べていたが、12月22日の有馬記念（GI）に出走する。ファン投票では、8万3623票を集め、ナリタトップロードに次ぐ2位で選出された。ファン投票3位、6戦6勝で秋華賞とエリザベス女王杯を勝利した3歳牝馬のファインモーションが、単勝オッズ2.6倍。シンボリクリスエスは、それに次ぐ3.7倍の2番人気であり、3歳馬が1、2番人気を占めた。以降、ジャングルポケットが4倍、ナリタトップロードが10倍と続いた。
スタートからファインモーションとタップダンスシチーがハナを争う中、シンボリクリスエスは5、6番手の好位に位置。しばらく先頭はファインモーションであったが、2周目の向こう正面ではタップダンスシチーに代わった。最終コーナーでは、タップダンスシチーが逃げ、その他は8馬身差を追う形となり、後続のほとんどが早めに動いてその差を縮めようとしていた。一方、中団の内側にいたシンボリクリスエスは、すぐには追わず、直線に入ってから、外に持ち出してから、追い上げを開始した。早めに動いた後続は伸びあぐねており、タップダンスシチーは独走中。そこに、シンボリクリスエスが末脚を発揮すると「他馬が止まって見えるほど強烈な速度」（『優駿』編集部）でタップダンスシチーとの差を縮め、ゴール板手前で差し切った。タップダンスシチーに半馬身差先着して入線。GI2勝目を挙げた。
ペリエは「有馬記念では直線に向いた時にはモノ見をしていたんだ。それでも前が開くと鋭い脚を使って見事に差し切ってくれた。すでに世界のトップクラスにある馬」、それに対し藤沢は「最後の直線で内へヨレる素振りを見せた（中略）決して褒められる競馬ではありません」としていた。
1998年、1999年連覇のグラスワンダー以来史上2頭目、3例目となる外国産馬による優勝。グレード制導入の1984年以降、2000年のテイエムオペラオー以来2頭目となるその年の天皇賞（秋）と有馬記念の両方優勝。さらに史上初めてその2競走両方を3歳で制している。そして1988年オグリキャップ以来となる3歳馬の天皇賞（秋）、ジャパンカップ、有馬記念という古馬の主要な3競走を完走。それでいて1997年のマイルチャンピオンシップ、スプリンターズステークスを勝利したタイキシャトル以来史上2頭目となる、3歳馬による古馬GI2勝を成し遂げている。
| 3歳馬による秋の古馬中長距離主要競走完走 | 3歳馬による秋の古馬中長距離主要競走完走 | 3歳馬による秋の古馬中長距離主要競走完走 | 3歳馬による秋の古馬中長距離主要競走完走 | 3歳馬による秋の古馬中長距離主要競走完走 |
| 年                                      | 馬                                      | 天皇賞秋                                | ジャパンC                               | 有馬記念                                |
| --------------------------------------- | --------------------------------------- | --------------------------------------- | --------------------------------------- | --------------------------------------- |
| 1988                                    | オグリキャップ                          | 2着                                     | 3着                                     | 1着                                     |
| 2002                                    | シンボリクリスエス                      | 1着                                     | 3着                                     | 1着                                     |

またペリエ、藤沢は共に有馬記念初優勝であり、史上初めてとなる外国人騎手の優勝。加えてシンボリ牧場系列にとっては、1969年、1970年スピードシンボリ、1984年、1985年のシンボリルドルフ以来5勝目であった。
この年のJRA賞では、全281票中277票を集めてJRA賞年度代表馬に、280票を集めてJRA賞最優秀3歳牡馬に選出された。

### 4歳（2003年）

#### 宝塚記念
有馬記念優勝後は、シンボリ牧場で放牧。藤沢はこの年、宝塚記念、天皇賞（秋）、ジャパンカップ、有馬記念の4戦を予定する。春夏の出走が宝塚記念のみなのは、距離の適性のない天皇賞（春）参戦を見送ったことと、秋に疲れを残さないようにするためであった。藤沢によれば「最後に有馬記念まで行きたいと思えば、もう春のうちに、秋口の使い出しからのローテーションを考える。有馬記念の前に、天皇賞もジャパンカップも勝ちたい。本当は毎日王冠も勝ちたいけど、そこから始動すると1回余計じゃないか、と考える。とにかく、秋に天皇賞、ジャパンカップとGIを戦い、かつ、3つ目の有馬記念まである程度余力を残せるようなローテーション」だった。シンボリ牧場での放牧と調整の間に馬体は成長しており、藤沢は「また一回り馬が大きく成長してきた（中略）3歳の夏から秋にかけての成長も凄かったけど、今回もまた一段と逞し」い状況だった。5月10日に帰厩。5月28日には東京優駿に出走するゼンノロブロイ、ゼンノジャンゴの最終追い切りに参加している。この追い切りでは絶好の動きを見せたが、藤沢調教師はシンボリクリスエスのローテーションを考え直すどころか「早く仕上がりすぎそうなので、少し緩めます」と話し、宝塚記念に合わせて仕上げを行った。
ファン投票は1位となる5万9817票を集めた。6月29日の宝塚記念（GI）にケント・デザーモが騎乗し出走。春にクラシック二冠を果たした3歳のネオユニヴァース、GI級6勝のアグネスデジタルなどが出走し「宝塚記念史上、最高のメンバー」（『優駿』編集部）とも呼ばれた中、単勝オッズ2.1倍の1番人気に推された。スタートから中団の内側に位置。最終コーナーで抜け出し、外から位置を上げたタップダンスシチーとの競り合ったが、外から追い込むヒシミラクルやツルマルボーイにかわされ、5着に敗れた。半年間の休養明けだったが、その後は、ファンタストクラブで夏休みを過ごす。
藤沢は、宝塚記念の敗因を「宝塚記念の敗因は仕上がりではなく、厳しい流れで早めに先頭に立つ競馬が裏目に出た」。また、直線で内外に斜行したことが原因とも述懐している。また、周囲からの『休み明けで一杯になったのでは？』との声に対し、3歳時とは比べ物にならないほど体質が強化されており、じっくり乗り込んだこと、同年の天皇賞秋を休み明けで勝ったのだから鉄砲が利かない馬ではないとこれを否定している。また敗因を分析するにあたり、有馬記念・宝塚記念にてフラフラしたことから、右回りが苦手であると推察し、右回りを克服するのではなく、それを諦めて、他の調教を行っていた。この調教は藤沢が考えている以上の効果を発揮し、左回りがこれまで以上にうまくなったことで右回りの悪癖を忘れさせることができるようになった。

#### 天皇賞（秋）
秋は11月2日、東京競馬場の天皇賞（秋）で始動、再びペリエに乗り替わった。単勝オッズ2.7倍の1番人気に推され、人気はヨーロッパ遠征帰国初戦のローエングリン、香港を含むGI級3勝のエイシンプレストン、アグネスデジタル、ツルマルボーイと続いた。
不利とされる大外枠から発走する。ローエングリンとゴーステディがハナを争う一方、馬群の外側、中団に位置した。ハナを争った2頭は、後続に20馬身差をつける大逃げとなり、1000メートルを56.9秒で通過するハイペースを形成。直線では、逃げる2頭が失速し、追う後続が優勢となった。シンボリクリスエスは、進路を外から内に切り替えて末脚を発揮、他の後続勢を上回る脚で抜け出した。以後、先頭を守って入線。最後方で待機し大外から追い込んだツルマルボーイに、1馬身半差をつけて勝利した。
GI3勝目、史上初めて天皇賞（秋）連覇となった。また走破タイム1分58秒0は、コースレコードを樹立。改修前の旧コースで1999年スペシャルウィークが記録したレースレコードに並ぶものであった。加えてペリエは天皇賞（秋）初勝利となり、外国人騎手が天皇賞を制したのは史上初めてのことであった。ペリエは前年に騎乗した際に感じた悪癖が見られなかったことから「馬に乗っているというよりも空を飛んでいるような感じでした。」と述べている。
続いて11月30日、東京競馬場のジャパンカップに出走。外国調教馬9頭を含む18頭が参戦する中、単勝オッズ1.9倍の1番人気に支持された。スタートから中団につけ、第3コーナーからは常にペリエにより促され続けた。直線では大外から追い込んだが、抜け出すことはできなかった。単騎逃げのタップダンスシチーに逃げ切りを許し、9馬身以上後れを取る3着。タップダンスシチーは2位に9馬身差をつけて入線、グレード制導入された1984年以降、GI競走の史上最大着差での優勝を果たしている。

#### 有馬記念
ファン投票では1位となる12万5116票を集め、12月28日の有馬記念に出走。これが引退レースと予告されていた。12頭が参戦する中、単勝オッズ2.6倍の1番人気に推された。ジャパンカップを制したタップダンスシチーが3.9倍、東京優駿2着と菊花賞4着のゼンノロブロイが5.9倍、ザッツザプレンティと菊花賞2着のリンカーンが8倍台で続いていた。
ザッツザプレンティとアクティブバイオが2頭で逃げ、ハイペースを刻む一方、シンボリクリスエスは、ゼンノロブロイやウインブレイズ、リンカーンとともに中団に位置した。2周目の第3コーナーからは、中団勢が逃げる2頭に接近。中団勢はリンカーン、離れてシンボリクリスエスとゼンノロブロイ、そしてウインブレイズの順であった。やがてリンカーンが逃げ馬に代わって先頭に立ち、シンボリクリスエスはそれを追走。最終コーナーをリンカーンの直後で通過した。シンボリクリスエスは、促されながら直線に向くと、残り300メートルでリンカーンをかわした。リンカーンを突き放して以後、独走状態。後続はリンカーンすらかわせず、シンボリクリスエスは差を広げる一方、後方に9馬身差をつけて先頭で入線した。
GI4勝目、スピードシンボリ、シンボリルドルフ、グラスワンダーに続く史上4頭目の有馬記念連覇となった。そのうえ史上初めてとなる天皇賞（秋）、有馬記念のダブル連覇を果たした。また走破タイム2分30秒5は、1991年有馬記念でダイユウサクが記録したレースレコードおよびコースレコードを0.1秒更新。加えて、2着リンカーンに9馬身差の優勝は、1967年の優勝カブトシロー、2着リュウフアーロスの6馬身を上回る有馬記念史上最大着差であり、タップダンスシチーが勝利した前出のジャパンカップと並び立つGI競走史上最大着差記録となった。
藤沢は「彼（シンボリクリスエス）は3歳時の有馬記念で2着に半馬身つけた差を、4歳時では9馬身に広げました。『引退の決まっている最後の一戦なので藤澤が完膚なきまでに仕上げた』などと言われたりしましたが、それは大きな間違いです。種牡馬入りの決まっているお馬さんに対し下手に負荷をかけて壊してしまっては、馬主さんだけでなく競馬界全体に向ける顔がなくなります。つまり、最後の一戦で無理をさせないことはあっても、その逆はありえないわけです。（カッコ内補足加筆者）」と述べていた。また「オリビエ・ペリエ騎手は（シンボリ）クリスエスに対し、フランスの名馬パントレセレブルと比べ、『肩を並べる最強馬』と言ってくれましたが、私はその言葉が決してお世辞ではないと信じています。」と認識している。
IFHA（国際競馬統括機関連盟）から発表された「THE 2003 INTERNATIONAL CLASSIFICATIONS」では124ポンドに評価された。
開催終了後の中山競馬場にて、引退式を開催。同日付で、JRAの競走馬登録を抹消された。この年のJRA賞では、全287票中220票を集めてJRA賞年度代表馬に、275票を集めてJRA賞最優秀4歳以上牡馬に選出された。2年連続となる年度代表馬受賞であった。

## 種牡馬時代
古馬となった2003年の時点で、この年限りでの引退と、種牡馬入りを見据え、社台グループに所有権の半分が譲渡されていた。引退後は、北海道安平町の社台スタリオンステーションに繋養され、翌2004年から種牡馬として供用。初年度から200頭を超える繁殖牝馬を集め、2015年まで年間三桁の交配数を保った。2016年からは、北海道日高町のブリーダーズ・スタリオン・ステーションに移動した。2019年に41頭の繁殖牝馬と交配した後、高齢に伴う受胎率の低下と、体調を考慮して種牡馬を引退。千葉県成田市のシンボリ牧場にて功労馬として余生を過ごした。2020年9月に蹄葉炎を発症、12月7日には起立不能となり、翌日に安楽死処置が取られた。21歳没。
2007年に初年度産駒がデビュー。8月11日、小倉競馬場の未勝利戦でギンザフローラルが産駒初勝利。1年目は出走68頭中18頭が勝ち上がり、ファーストシーズンチャンピオンサイアーとなった。2008年3月1日のアーリントンカップ（JpnIII）にて、初年度産駒で3歳となったダンツキッスイが優勝し、産駒重賞初勝利となった。また同年7月9日のジャパンダートダービー（JpnI）にて、同じく初年度産駒のサクセスブロッケンが優勝し、産駒GI級競走初勝利。そのうえサクセスブロッケンは、翌2009年2月22日のフェブラリーステークス（GI）も優勝し、産駒JRA-GI初勝利となった。それから、アルフレードが2011年の朝日杯フューチュリティステークス（GI）を、ストロングリターンが2012年の安田記念（GI）を優勝、それまで勝利したJRA-GIはすべて1600メートルの競走であった。2013年10月20日、エピファネイアが菊花賞（GI）を優勝し、産駒クラシック初勝利を達成。翌年のジャパンカップも制して種牡馬となり、産駒には2020年の牝馬三冠を達成したデアリングタクト、2021年の皐月賞、天皇賞（秋）、有馬記念を制したエフフォーリアなどのGI優勝馬がいる。

## 競走成績
以下の内容は、netkeiba.comおよびJBISサーチに基づく。
| 競走日     | 競馬場 | 競走名           | 格  | 距離 （馬場） | 頭 数 | 枠 番 | 馬 番 | オッズ （人気） | 着順 | タイム （上り3F） | 着差 | 騎手        | 斤量 [kg] | 1着馬（2着馬）         | 馬体重 [kg] |
| ---------- | ------ | ---------------- | --- | ------------- | ----- | ----- | ----- | --------------- | ---- | ----------------- | ---- | ----------- | --------- | ---------------------- | ----------- |
| 2001.10.13 | 東京   | 2歳新馬          |     | 芝1600m（良） | 9     | 1     | 1     | 006.50（4人）   | 01着 | R1:36.5（34.9）   | -0.1 | 0岡部幸雄   | 53        | （アサクサキニナル）   | 540         |
| 2002.01.27 | 東京   | セントポーリア賞 | 5下 | 芝1800m（不） | 14    | 8     | 14    | 003.60（2人）   | 02着 | R1:53.3（36.5）   | -0.1 | 0横山典弘   | 55        | タイムレスワールド     | 538         |
| 0000.02.09 | 東京   | ゆりかもめ賞     | 5下 | 芝2400m（良） | 16    | 8     | 16    | 001.70（1人）   | 03着 | R2:30.8（34.7）   | -0.2 | 0横山典弘   | 55        | トウカイアロー         | 538         |
| 0000.03.10 | 中山   | 3歳500万下       |     | 芝1800m（良） | 16    | 5     | 9     | 001.80（1人）   | 03着 | R1:48.0（34.2）   | -0.6 | 0岡部幸雄   | 55        | マイネルリバティー     | 530         |
| 0000.04.06 | 中山   | 山吹賞           | 5下 | 芝2200m（良） | 16    | 8     | 15    | 002.80（2人）   | 01着 | R2:14.3（34.7）   | -0.3 | 0岡部幸雄   | 55        | （マイネルアムンゼン） | 526         |
| 0000.04.27 | 東京   | 青葉賞           | GII | 芝2400m（良） | 18    | 2     | 3     | 002.20（1人）   | 01着 | R2:26.4（34.1）   | -0.4 | 0武豊       | 56        | （バンブーユベントス） | 526         |
| 0000.05.26 | 東京   | 東京優駿         | GI  | 芝2400m（良） | 18    | 6     | 11    | 006.20（3人）   | 02着 | R2:26.4（35.2）   | -0.2 | 0岡部幸雄   | 57        | タニノギムレット       | 520         |
| 0000.09.22 | 阪神   | 神戸新聞杯       | GII | 芝2000m（良） | 16    | 5     | 9     | 002.10（1人）   | 01着 | R1:59.1（35.1）   | -0.4 | 0岡部幸雄   | 56        | （ノーリーズン）       | 522         |
| 0000.10.27 | 中山   | 天皇賞（秋）     | GI  | 芝2000m（良） | 18    | 4     | 8     | 006.50（3人）   | 01着 | R1:58.5（34.4）   | -0.1 | 0岡部幸雄   | 56        | （ナリタトップロード） | 530         |
| 0000.11.24 | 中山   | ジャパンC        | GI  | 芝2200m（良） | 16    | 4     | 7     | 003.40（1人）   | 03着 | R2:12.3（35.7）   | -0.1 | 0O.ペリエ   | 55        | ファルブラヴ           | 536         |
| 0000.12.22 | 中山   | 有馬記念         | GI  | 芝2500m（稍） | 14    | 1     | 1     | 003.70（2人）   | 01着 | R2:32.6（34.6）   | -0.1 | 0O.ペリエ   | 55        | （タップダンスシチー） | 528         |
| 2003.06.29 | 阪神   | 宝塚記念         | GI  | 芝2200m（良） | 17    | 3     | 5     | 002.10（1人）   | 05着 | R2:12.3（37.0）   | -0.3 | 0K.デザーモ | 58        | ヒシミラクル           | 524         |
| 0000.11.02 | 東京   | 天皇賞（秋）     | GI  | 芝2000m（良） | 18    | 8     | 18    | 002.70（1人）   | 01着 | R1:58.0（33.6）   | -0.2 | 0O.ペリエ   | 58        | （ツルマルボーイ）     | 534         |
| 0000.11.30 | 東京   | ジャパンC        | GI  | 芝2400m（重） | 18    | 3     | 5     | 001.90（1人）   | 03着 | R2:30.3（37.1）   | -1.6 | 0O.ペリエ   | 57        | タップダンスシチー     | 540         |
| 0000.12.28 | 中山   | 有馬記念         | GI  | 芝2500m（良） | 12    | 8     | 12    | 002.60（1人）   | 01着 | R2:30.5（35.3）   | -1.5 | 0O.ペリエ   | 57        | （リンカーン）         | 538         |

- Rはレコード勝ちを示す。

## 種牡馬成績
以下の内容は、JBISサーチの情報に基づく。
| 種付年度 | 種付頭数 | 生産頭数 | 血統登録頭数 | 出走頭数 | 勝馬頭数 | 重賞勝馬頭数 | AEI  | CPI  | 該当GI級優勝産駒   |
| -------- | -------- | -------- | ------------ | -------- | -------- | ------------ | ---- | ---- | ------------------ |
| 2004     | 216      | 150      | 145          | 136      | 99       | 4            | 2.05 |      | サクセスブロッケン |
| 2005     | 227      | 174      | 168          | 154      | 99       | 6            | 2.27 |      | ストロングリターン |
| 2006     | 183      | 125      | 123          | 110      | 69       | 2            | 1.30 |      |                    |
| 2007     | 169      | 117      | 117          | 113      | 83       | 3            | 1.25 |      |                    |
| 2008     | 217      | 167      | 165          | 155      | 99       | 2            | 1.21 |      | アルフレード       |
| 2009     | 207      | 147      | 146          | 139      | 100      | 3            | 1.48 |      | エピファネイア     |
| 2010     | 183      | 126      | 123          | 116      | 79       | 2            | 1.26 |      |                    |
| 2011     | 134      | 92       | 90           | 83       | 59       | 1            | 0.82 |      |                    |
| 2012     | 203      | 135      | 132          | 126      | 88       | 2            | 0.78 |      |                    |
| 2013     | 167      | 114      | 112          | 107      | 71       | 4            | 0.86 |      |                    |
| 2014     | 133      | 88       | 86           | 81       | 51       | 1            | 0.84 |      | ルヴァンスレーヴ   |
| 2015     | 135      | 81       | 80           | 73       | 43       | 0            | 0.48 |      |                    |
| 2016     | 64       | 25       | 25           | 24       | 16       | 2            | 1.25 |      |                    |
| 2017     | 78       | 32       | 32           | 30       | 15       | 1            | 0.65 |      |                    |
| 2018     | 64       | 14       | 14           | 11       | 4        | －           | 0.32 |      |                    |
| 2019     | 41       | 5        | 4            | 0        | －       | －           | －   |      |                    |
| 合計     | 合計     | 合計     | 1,562        | 1,458    | 975      | 33           | 1.37 | 1.72 |                    |

- 情報は、2021年12月15日時点。
- 出走頭数、勝馬頭数、重賞勝馬頭数、アーニングインデックス、コンパラブルインデックスは、平地競走に限る。

### 主な産駒

#### GI級競走優勝馬
太字強調は、GI級競走を表す。
- 2005年産
  - サクセスブロッケン（2008年ジャパンダートダービー、2009年フェブラリーステークス、東京大賞典）- 母父:サンデーサイレンス[108]
- 2006年産
  - ストロングリターン（2011年京王杯スプリングカップ、2012年安田記念）- 母父:Smart Strike[109]
- 2009年産
  - アルフレード（2011年朝日杯フューチュリティステークス）- 母父:サンデーサイレンス[110]
- 2010年産
  - エピファネイア（2012年ラジオNIKKEI杯2歳ステークス、2013年神戸新聞杯、菊花賞、2014年ジャパンカップ）- 母父:スペシャルウィーク[111]
- 2015年産
  - ルヴァンスレーヴ（2017年全日本2歳優駿、2018年ユニコーンステークス、ジャパンダートダービー、マイルチャンピオンシップ南部杯、チャンピオンズカップ）- 母父:ネオユニヴァース[112]

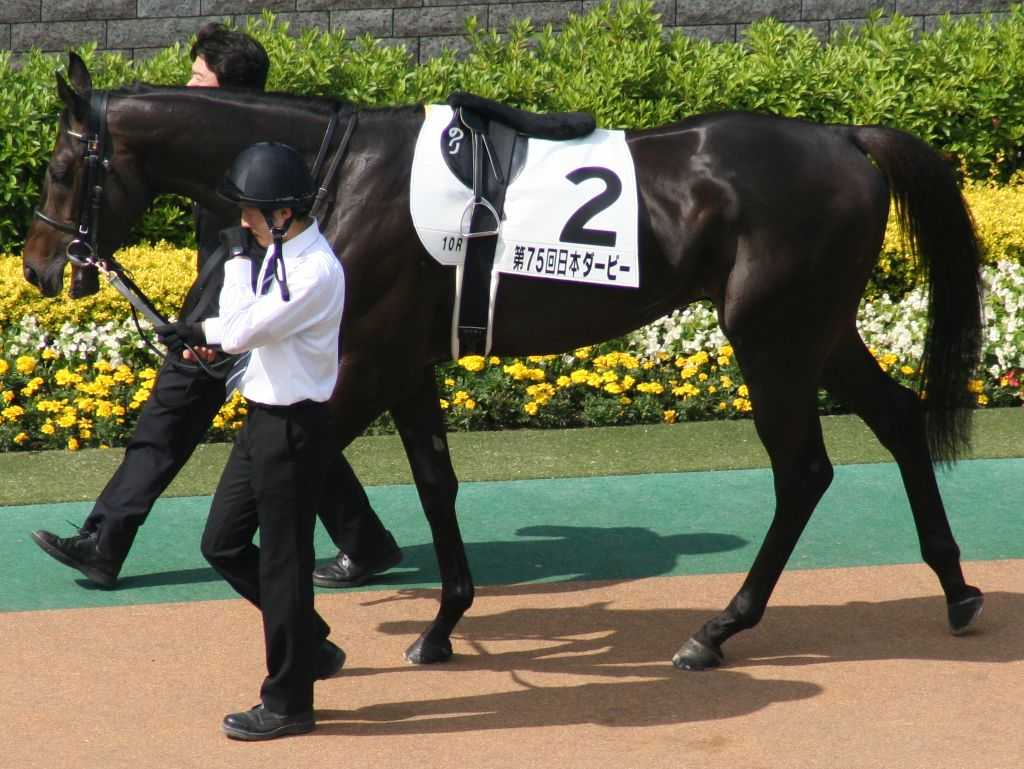
サクセスブロッケン
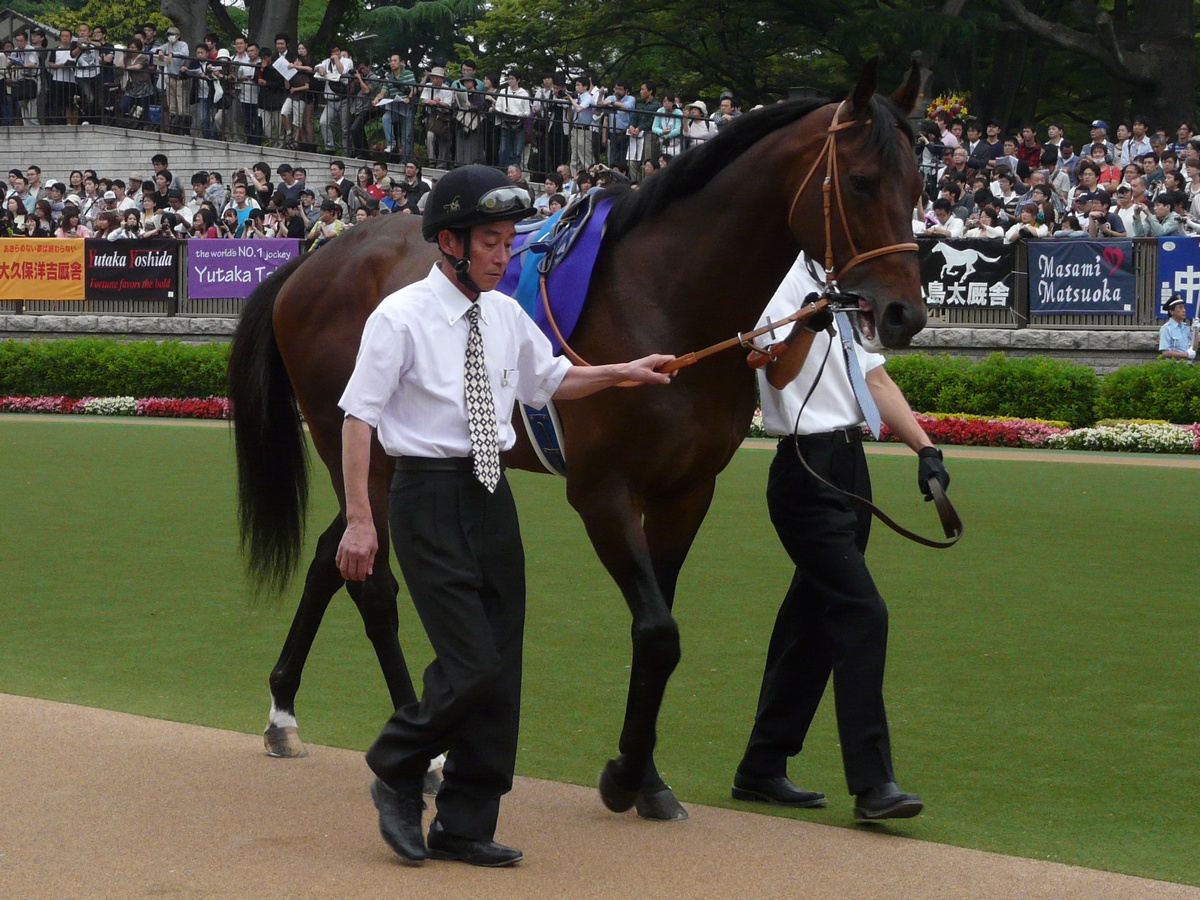
ストロングリターン
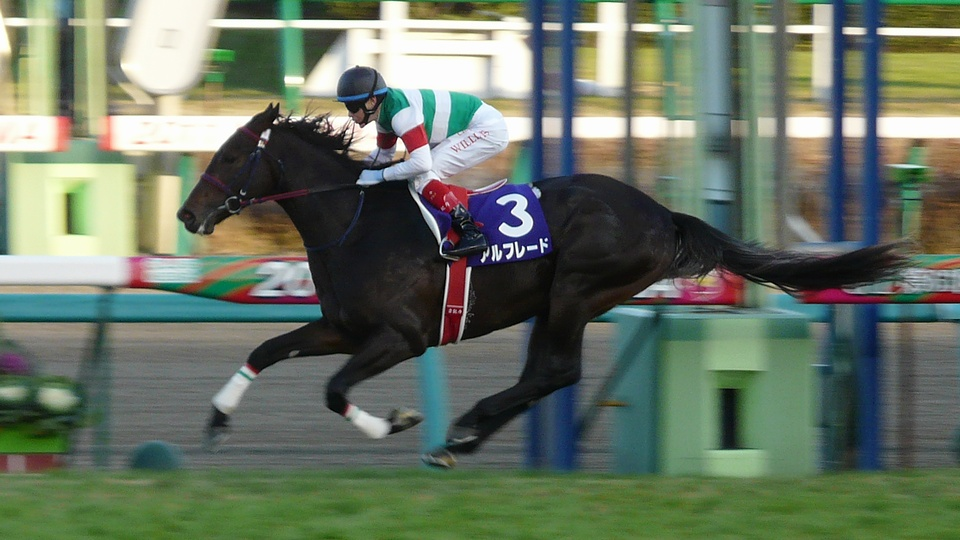
アルフレード
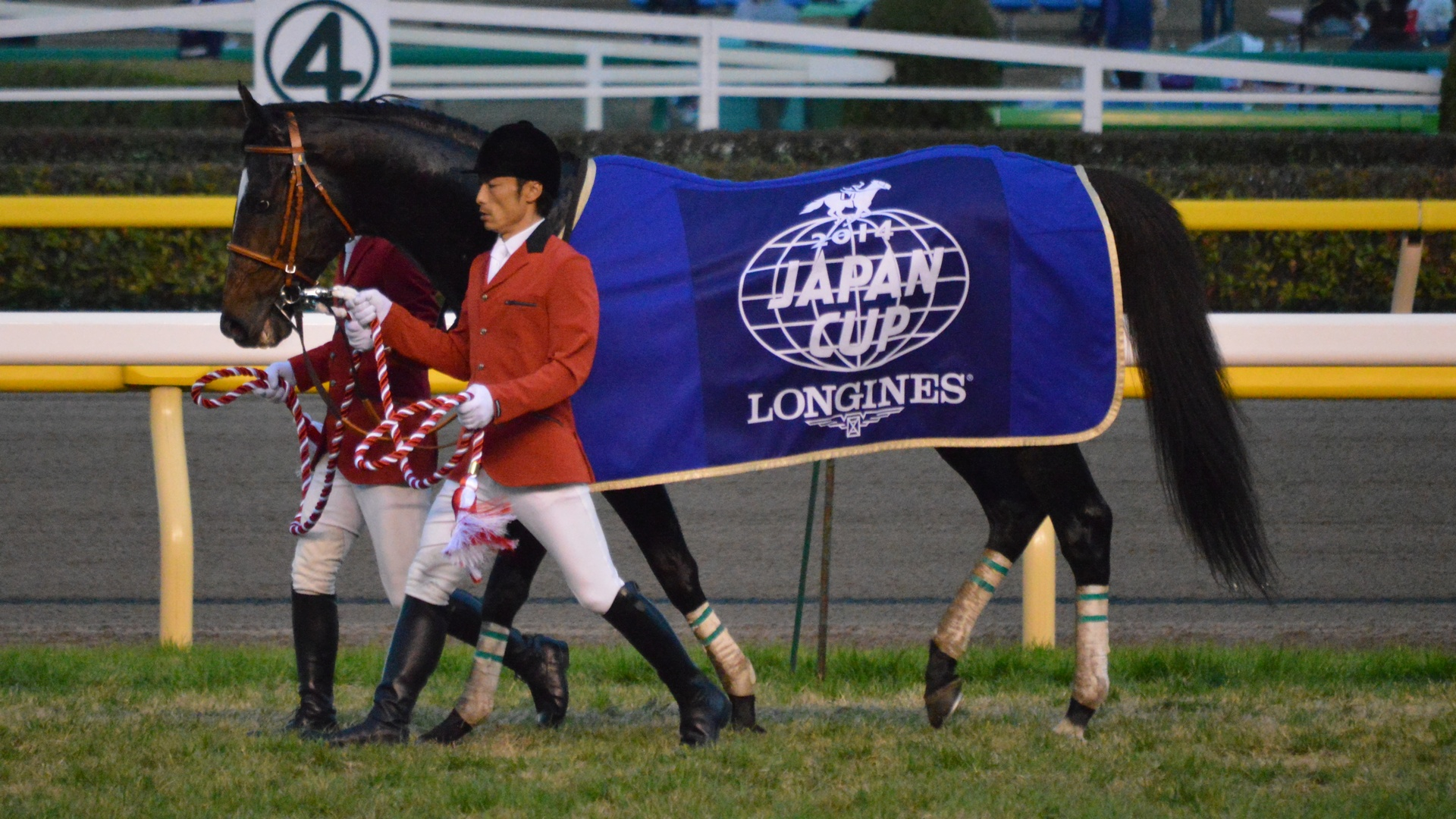
エピファネイア
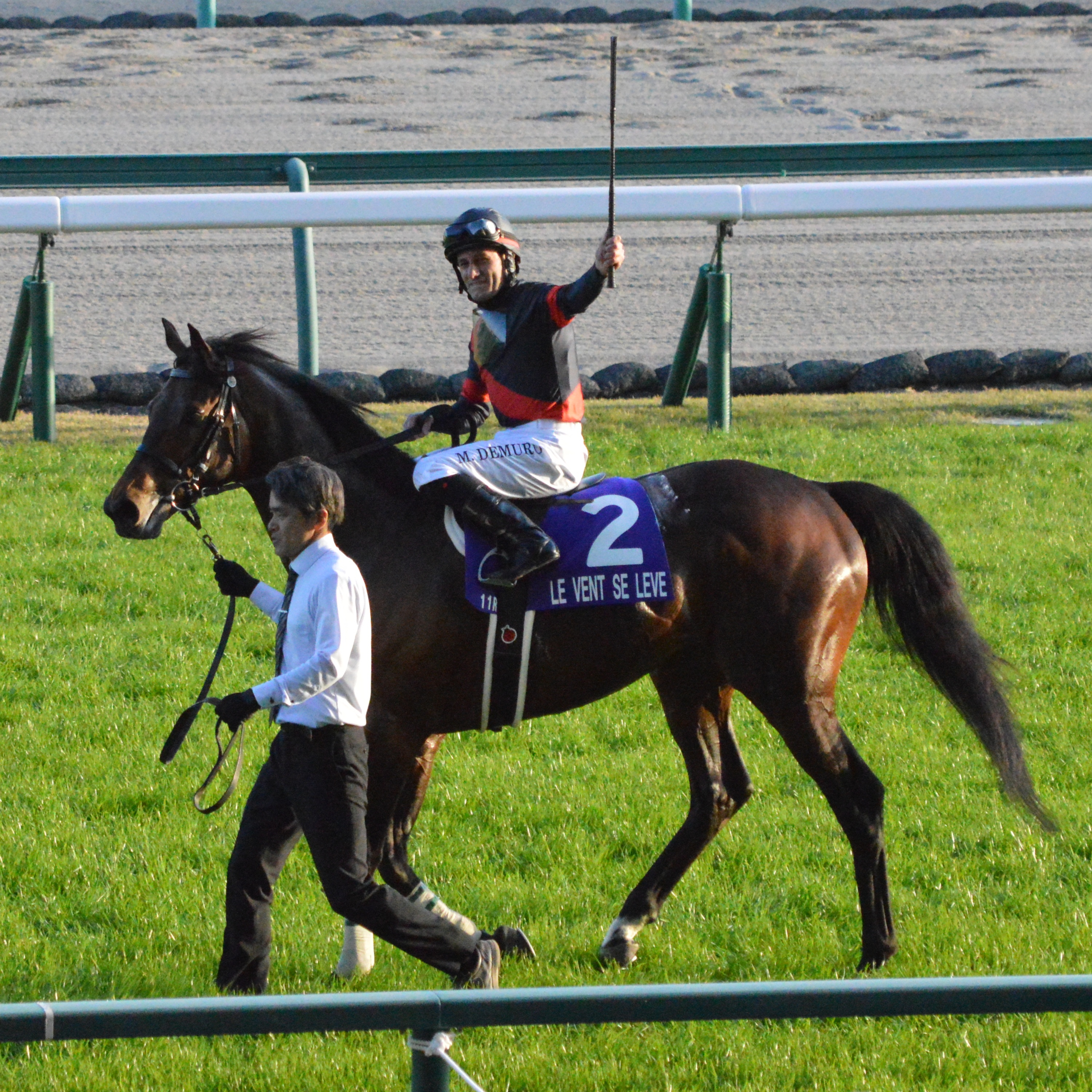
ルヴァンスレーヴ

#### グレード制重賞優勝馬
アスタリスクは、地方競馬各主催者が独自に定める格付けた重賞を表す（ダートグレード競走を除く）。
- 2005年産
  - ダンツキッスイ（2008年アーリントンカップ）- 母父:タイキシャトル[113]
  - モンテクリスエス（2009年ダイヤモンドステークス）- 母父:ラストタイクーン[114]
  - マチカネニホンバレ（2009年エルムステークス、大高坂賞*、御厨人窟賞*）- 母父:Deputy Minister[115]
- 2006年産
  - サンカルロ（2009年ニュージーランドトロフィー、2011年阪急杯、2011年・2012年阪神カップ）- 母父:Crafty Prospector[116]
  - アプレザンレーヴ（2009年青葉賞）- 母父:Highest Honor[117]
  - パワーストラグル（2010年白山大賞典）- 母父:アフリート[118]
  - クリーバレン（2011年新潟ジャンプステークス）- 母父:サンデーサイレンス[119]
  - ランフォルセ（2011年エルムステークス、2012年ダイオライト記念、2013年浦和記念、2014年佐賀記念）- 母父:Machiavellian[120]
  - ダノンカモン（2014年名古屋大賞典）- 母父:オジジアン[121]
- 2007年産
  - アリゼオ（2010年スプリングステークス、毎日王冠）- 母父:フジキセキ[122]
  - サイレントメロディ（2012年マーチステークス）- 母父:サンデーサイレンス[123]
- 2008年産
  - サトノアポロ（2013年中日新聞杯）- 母父:Bering[124]
  - ミトラ（2014年福島記念、2015年金鯱賞）- 母父:サンデーサイレンス[125]
- 2009年産
  - サナシオン（2015年東京ハイジャンプ、2016年阪神スプリングジャンプ）- 母父:サンデーサイレンス[126]
- 2010年産
  - ユールシンギング（2013年セントライト記念、2014年新潟大賞典）- 母父:スペシャルウィーク[127]
  - ソロル（2014年マーチステークス、2017年小倉サマージャンプ）- 母父:サンデーサイレンス[128]
  - マイネルフィエスタ（2017年京都ジャンプステークス）- 母父:ステートリードン[129]
- 2011年産
  - ショウナンラグーン（2014年青葉賞）- 母父:マンハッタンカフェ[130]
  - エアアンセム（2018年函館記念）- 母父:サンデーサイレンス[131]
- 2013年産
  - サトノティターン（2019年マーチステークス）- 母父:Deputy Minister[132]
- 2014年産
  - サンライズソア（2018年名古屋大賞典、平安ステークス）- 母父:スペシャルウィーク[133]
- 2017年産
  - コルテジア（2020年きさらぎ賞）- 母父:ジャングルポケット[134]
  - プリティーチャンス（2022年レディスプレリュード）- 母父サンデーサイレンス[135]

#### 地方重賞優勝馬
- 2008年産
  - サイモンロード（2013年 - 2015年梅見月杯、2013年東海桜花賞、東海菊花賞、2014年・2015年名古屋記念）- 母父:トニービン[136]
- 2009年産
  - ハタノアブソルート（2013年大村湾賞）- 母父:Danzig[137]
- 2012年産
  - ブルージャスティス（2014年金の鞍賞、2015年土佐秋月賞）- 母父:フジキセキ[138]
- 2013年産
  - イチダイ（2015年寒菊賞）- 母父:ラムタラ[139]
- 2014年産
  - ブラックロード（2017年サファイア賞、オパールカップ）- 母父:ブライアンズタイム[140]
  - ティモシーブルー（2019年百万石賞、中日杯、2020年金沢スプリングカップ）- 母父:フレンチデピュティ[141]
  - ウォーターマーズ（2019年黒潮マイルチャンピオンシップ、2020年だるま夕日賞、二十四万石賞）- 母父:El Prado[142]
- 2015年産
  - テーオーフォース（2022年コスモバルク記念）- 母父:スペシャルウィーク[143]
- 2017年産
  - エメリミット（2020年東京ダービー）- 母父:キングカメハメハ[144]
- 2018年産
  - ツムタイザン（2020年兵庫若駒賞、園田ジュニアカップ、2023年摂津盃、2024年マーチカップ）- 母父:フレンチデピュティ[145]

### 母の父としての主な産駒

#### グレード制重賞優勝馬
- 2010年産
  - ケイアイチョウサン(2013年ラジオNIKKEI賞）- 父:ステイゴールド[146]
- 2011年産
  - オジュウチョウサン（2016年東京ジャンプステークス、2017年・2019・2020年阪神スプリングジャンプ、2016年 - 2020年・2022年中山グランドジャンプ、2016年・2017年東京ハイジャンプ、2016年・2017年・2021年中山大障害）- 父:ステイゴールド[147]
  - エイシンヴァラー（2018年黒船賞）- 父サウスヴィグラス[148]
- 2012年産
  - ベルラップ（2014年京都2歳ステークス）- 父:ハーツクライ[149]
  - シングウィズジョイ（2015年フローラステークス、ターコイズステークス）- 父:マンハッタンカフェ[150]
- 2014年産
  - レイデオロ（2016年ホープフルステークス、2017年東京優駿、神戸新聞杯、2018年オールカマー、天皇賞（秋））- 父:キングカメハメハ[151]
  - アドミラブル（2017年青葉賞）- 父:ディープインパクト[152]
  - クイーンマンボ（2017年関東オークス、レディスプレリュード）- 父:マンハッタンカフェ[153]
  - ローズプリンスダム（2017年レパードステークス）- 父:ロージズインメイ）[154]
  - ミスパンテール（2017 - 18年ターコイズステークス、2018年阪神牝馬ステークス、京都牝馬ステークス）- 父:ダイワメジャー[155]
- 2015年産
  - アルクトス（2019年プロキオンステークス、2020年・2021年マイルチャンピオンシップ南部杯連覇、2021年さきたま杯）- 父:アドマイヤオーラ[156]
  - レイエンダ（2019年エプソムカップ）- 父:キングカメハメハ[157]
  - レッドガラン（2022年中山金杯、新潟大賞典）- 父:ロードカナロア[158]
- 2016年産
  - ランブリングアレー（2021年中山牝馬ステークス）- 父:ディープインパクト[159]
- 2017年産
  - アカイイト（2021年エリザベス女王杯）- 父:キズナ[160]
  - オーソリティ（2020年青葉賞、2020年・2021年アルゼンチン共和国杯連覇、2022年ネオムターフカップ）- 父:オルフェーヴル[161]
  - マジックキャッスル（2021年愛知杯）- 父:ディープインパクト[162]
  - サクラトゥジュール（2024年東京新聞杯、2025年京都金杯）- 父:ネオユニヴァース
- 2018年産
  - ソングライン（2021年富士ステークス、2022年1351ターフスプリント、2022年・2023年安田記念連覇、2023年ヴィクトリアマイル）- 父:キズナ[163]
  - ソーヴァリアント（2021年・2022年チャレンジカップ）- 父:オルフェーヴル[164]
  - ジューンベロシティ（2023年・2024年東京ジャンプステークス）- 父:ロードカナロア[165]
  - ウィリアムバローズ（2024年東海ステークス、日本テレビ盃）- 父:ミッキーアイル[166]
- 2020年産
  - スキルヴィング（2023年青葉賞）- 父:キタサンブラック[167]
  - ソーダズリング（2024年京都牝馬ステークス）- 父:ハーツクライ
  - スマイルスルー（2024年京都ジャンプステークス）- 父:ルーラーシップ
- 2021年産
  - イーグルノワール（2023年兵庫ジュニアグランプリ-） 父ブリックスアンドモルタル
  - エートラックス（2024年兵庫チャンピオンシップ）- 父ニューイヤーズデイ
  - ジューンテイク（2024年京都新聞杯）- 父キズナ
- 2022年産
  - マピュース（2025年中京記念）- 父マインドユアビスケッツ

#### 地方重賞優勝馬
- 2012年産
  - ロールボヌール（2014年若駒賞、南部駒賞、2015年岩手ダービーダイヤモンドカップ）- 父フレンチデピュティ[168]
  - テイケイネクサス（2018年御船山賞、サイネリア賞、鏡山賞）- 父:フォーティナイナーズサン[169]
- 2017年産
  - フレッチャビアンカ（2020年スプリングカップ、東北優駿、不来方賞、ダービーグランプリ、2021年東京記念、2022年金盃）- 父キンシャサノキセキ[170]
  - トップレベル（2020年九州ダービー栄城賞）- 父フリオーソ[171]
  - ルナクレア（2021年ヒダカソウカップ）- 父プリサイスエンド[172]
- 2018年産
  - ランリョウオー（2021年雲取賞、2022年大井記念、東京記念、2023年ブリリアントカップ、サンタアニタトロフィー）- 父パイロ[173]
  - ベニスビーチ（2021年サラブレッド大賞典、加賀友禅賞、2022年兵庫クイーンカップ、2023年お松の方賞）- 父ノボジャック[174]
- 2019年産
  - ギャレット（2021年若鮎賞、2024年いしがきマイラーズ）- 父ヴァンキッシュラン[175]
  - リコーヴィクター（2021年サッポロクラシックカップ）- 父クリエイターII[176]
  - プライムデューク（2022年中京ペガスターカップ）- 父アメリカンペイトリオット[177]
  - ザビッグレディー（2022年佐賀皐月賞）- 父ベルシャザール[178]
  - アキュートガール（2023年新春賞）- 父ワンダーアキュート[179]
- 2020年産
  - ベラジオソノダラブ（2022年兵庫若駒賞、2023年兵庫ユースカップ、菊水賞）- 父ロゴタイプ[180]
  - スマイルミーシャ（2022年園田ジュニアカップ、2023年のじぎく賞、兵庫ダービー）- 父カレンブラックヒル[181]
  - マルグリッド（2023年ル・プランタン賞）- 父フリオーソ[182]
- 2022年産
  - イイデマイヒメ（2024年サッポロクラシックカップ）- 父カリフォルニアクローム
  - リケアカプチーノ（2025年東北優駿、みちのく大賞典）- 父トランセンド

## 血統表
| シンボリクリスエスの血統        | シンボリクリスエスの血統                 | シンボリクリスエスの血統 | （血統表の出典） | （血統表の出典） |
| 父系                            | ロベルト系                               | ロベルト系               | ロベルト系       | [ § 2 ]          |
| 父 Kris S. 1977 黒鹿毛 アメリカ | 父の父Roberto 1969 鹿毛 アメリカ         | Hail to Reason           | Turn-to          | Turn-to          |
| 父 Kris S. 1977 黒鹿毛 アメリカ | 父の父Roberto 1969 鹿毛 アメリカ         | Hail to Reason           | Nothirdchance    |                  |
| 父 Kris S. 1977 黒鹿毛 アメリカ | 父の父Roberto 1969 鹿毛 アメリカ         | Bramalea                 | Nashua           | Nashua           |
| 父 Kris S. 1977 黒鹿毛 アメリカ | 父の父Roberto 1969 鹿毛 アメリカ         | Bramalea                 | Rarelea          |                  |
| 父 Kris S. 1977 黒鹿毛 アメリカ | 父の母Sharp Queen 1965 鹿毛 アメリカ     | Princequillo             | Prince Rose      | Prince Rose      |
| 父 Kris S. 1977 黒鹿毛 アメリカ | 父の母Sharp Queen 1965 鹿毛 アメリカ     | Princequillo             | Cosquilla        |                  |
| 父 Kris S. 1977 黒鹿毛 アメリカ | 父の母Sharp Queen 1965 鹿毛 アメリカ     | Bridgework               | Occupy           | Occupy           |
| 父 Kris S. 1977 黒鹿毛 アメリカ | 父の母Sharp Queen 1965 鹿毛 アメリカ     | Bridgework               | Feale Bridge     |                  |
| 母 Tee Kay 1991 黒鹿毛 アメリカ | 母の父Gold Meridian 1982 黒鹿毛 アメリカ | Seattle Slew             | Bold Reasoning   | Bold Reasoning   |
| 母 Tee Kay 1991 黒鹿毛 アメリカ | 母の父Gold Meridian 1982 黒鹿毛 アメリカ | Seattle Slew             | My Charmer       |                  |
| 母 Tee Kay 1991 黒鹿毛 アメリカ | 母の父Gold Meridian 1982 黒鹿毛 アメリカ | Queen Louie              | Crimson Satan    | Crimson Satan    |
| 母 Tee Kay 1991 黒鹿毛 アメリカ | 母の父Gold Meridian 1982 黒鹿毛 アメリカ | Queen Louie              | Reagent          |                  |
| 母 Tee Kay 1991 黒鹿毛 アメリカ | 母の母Tri Argo 1982 黒鹿毛 アメリカ      | Tri Jet                  | Jester           | Jester           |
| 母 Tee Kay 1991 黒鹿毛 アメリカ | 母の母Tri Argo 1982 黒鹿毛 アメリカ      | Tri Jet                  | Haze             |                  |
| 母 Tee Kay 1991 黒鹿毛 アメリカ | 母の母Tri Argo 1982 黒鹿毛 アメリカ      | Hail Proudly             | Francis S.       | Francis S.       |
| 母 Tee Kay 1991 黒鹿毛 アメリカ | 母の母Tri Argo 1982 黒鹿毛 アメリカ      | Hail Proudly             | Spanglet         |                  |
| 母系(F-No.)                     | (FN:8-h)                                 | (FN:8-h)                 | (FN:8-h)         | [ § 3 ]          |
| 5代内の近親交配                 | Royal Charger5×5                         | Royal Charger5×5         | Royal Charger5×5 | [ § 4 ]          |
| 出典                            | 1. 2. 3. 4.                              | 1. 2. 3. 4.              | 1. 2. 3. 4.      | 1. 2. 3. 4.      |

近親には母の全妹Tritheniaの孫にWell Armed（ドバイワールドカップなどGI2勝）などがいる。